# Puchar Polski w piłce siatkowej mężczyzn (1983/1984)
Puchar Polski w piłce siatkowej mężczyzn 1983/1984 – 27. sezon rozgrywek o siatkarski Puchar Polski, rozgrywany od 1932 roku.

## Klasyfikacja końcowa
| Miejsce | Drużyna          |
| ------- | ---------------- |
| 1.      | Legia Warszawa   |
| 2.      | Płomień Milowice |
| 3.      | Gwardia Wrocław  |
| 4.      | Avia Świdnik     |